# The Black Saint and the Sinner Lady
The Black Saint and the Sinner Lady este un album de studio al muzicianului american de jazz Charles Mingus, lansat în 1963 prin Impulse! Records. Albumul constă într-o singură compoziție continuă - scrisă parțial sub formă de balet - împărțită în patru piese și șase părți.

## Tracklist
1. "Track A - Solo Dancer" (6:39)
2. "Track B - Duet Solo Dancers" (6:45)
3. "Track C - Group Dancers" (7:22)
4. "Mode D - Trio and Group Dancers"
"Mode E - Single Solos and Group Dance"
"Mode F - Group and Solo Dance" (18:39)

- Toate cântecele au fost scrise și compuse de Charles Mingus.